# المرية (محافظة الحناكية)
المرية قرية من قرى محافظة الحناكية في منطقة المدينة المنورة في السعودية، تقع شرق المدينة المنورة